# Bahnstrecke Kamenz–Bischofswerda
| Ausschnitt aus Streckenkarte Sachsen 1902 |                                    |                                             |                                             |
| Streckennummer: | 6578; sä. KBi                      |                                             |                                             |
| Kursbuchstrecke: | 134b (1934) 159d (1946) 247 (1968) |                                             |                                             |
| Streckenlänge: | 23,651 km                          |                                             |                                             |
| Spurweite: | 1435 mm (Normalspur)               |                                             |                                             |
| Maximale Neigung: | 13 ‰                               |                                             |                                             |
| Minimaler Radius: | 200 m                              |                                             |                                             |
| |                                    |                                             |                                             |
| \| \| \| von Lübbenau \| \| \| \| \| von Kamenz (Sachs) Nord Ldst \| \| \| \| 0,000 \| Kamenz (Sachs) \| 192 m \| \| \| 0,287 \| Tunnel Kamenz (117 m) \| Tunnel Kamenz (117 m) \| \| \| 0,576 \| nach Pirna (Abzweigweiche ab 1968) \| nach Pirna (Abzweigweiche ab 1968) \| \| \| 2,913 \| Brücke Wiesa (73 m) \| Brücke Wiesa (73 m) \| \| \| 3,425 \| Anschluss Grünsteinwerk Wiesa \| Anschluss Grünsteinwerk Wiesa \| \| \| 3,584 \| Wiesa (b Kamenz/Sachs) \| 182 m \| \| \| 5,863 \| Prietitz-Thonberg \| 185 m \| \| \| 6,020 \| Anschluss Schamottewerke Thonberg \| Anschluss Schamottewerke Thonberg \| \| \| 7,326 \| Brücke Elstra (82 m) \| Brücke Elstra (82 m) \| \| \| 7,998 \| Elstra \| 197 m \| \| \| 10,8760,000 \| Abzweig Rauschwitz \| 230 m \| \| \| 2,035 \| Ldst Kindisch \| 270 m \| \| \| 11,292 \| Rauschwitz \| 231 m \| \| \| 11,542 \| Brücke Schwarze Elster \| Brücke Schwarze Elster \| \| \| \| Bundesautobahn 4 \| \| \| \| 14,998 \| Brücke Burkau (52 m) \| Brücke Burkau (52 m) \| \| \| 15,654 \| Burkau \| 240 m \| \| \| 19,311 \| Brücke Schönbrunn (32 m) \| Brücke Schönbrunn (32 m) \| \| \| 19,685 \| Schönbrunn (Lausitz) \| 295 m \| \| \| 21,378 \| EÜ Bautzner Straße (13 m) \| EÜ Bautzner Straße (13 m) \| \| \| \| \| \| \| \| 22,744 \| Brücke Werkgraben (22 m) \| Brücke Werkgraben (22 m) \| \| \| 22,785 \| Brücke Wesenitz \| Brücke Wesenitz \| \| \| \| von Görlitz und von Neukirch (Lausitz) West \| \| \| \| 23,651 \| Bischofswerda \| 289 m \| \| \| \| nach Dresden-Neustadt \| \| |                                    |                                             |                                             |
| Strecke |                                    | von Lübbenau                                | von Lübbenau                                |
| Abzweig geradeaus und ehemals von links |                                    | von Kamenz (Sachs) Nord Ldst                | von Kamenz (Sachs) Nord Ldst                |
| Bahnhof | 0,000                              | Kamenz (Sachs)                              | 192 m                                       |
| Tunnel | 0,287                              | Tunnel Kamenz (117 m)                       | Tunnel Kamenz (117 m)                       |
| Abzweig ehemals geradeaus und nach rechts | 0,576                              | nach Pirna (Abzweigweiche ab 1968)          | nach Pirna (Abzweigweiche ab 1968)          |
| Brücke (Strecke außer Betrieb) | 2,913                              | Brücke Wiesa (73 m)                         | Brücke Wiesa (73 m)                         |
| Abzweig geradeaus und nach links (Strecke außer Betrieb) | 3,425                              | Anschluss Grünsteinwerk Wiesa               | Anschluss Grünsteinwerk Wiesa               |
| Bahnhof (Strecke außer Betrieb) | 3,584                              | Wiesa (b Kamenz/Sachs)                      | 182 m                                       |
| Bahnhof (Strecke außer Betrieb) | 5,863                              | Prietitz-Thonberg                           | 185 m                                       |
| Abzweig geradeaus und nach links (Strecke außer Betrieb) | 6,020                              | Anschluss Schamottewerke Thonberg           | Anschluss Schamottewerke Thonberg           |
| Brücke (Strecke außer Betrieb) | 7,326                              | Brücke Elstra (82 m)                        | Brücke Elstra (82 m)                        |
| Bahnhof (Strecke außer Betrieb) | 7,998                              | Elstra                                      | 197 m                                       |
| Strecke von links (außer Betrieb) · Abzweig geradeaus und nach rechts (Strecke außer Betrieb) | 10,8760,000                        | Abzweig Rauschwitz                          | 230 m                                       |
| Betriebs-/Güterbahnhof Streckenende (Strecke außer Betrieb) · Strecke (außer Betrieb) | 2,035                              | Ldst Kindisch                               | 270 m                                       |
| Haltepunkt / Haltestelle (Strecke außer Betrieb) | 11,292                             | Rauschwitz                                  | 231 m                                       |
| Brücke über Wasserlauf (Strecke außer Betrieb) | 11,542                             | Brücke Schwarze Elster                      | Brücke Schwarze Elster                      |
| Strecke mit Straßenbrücke (Strecke außer Betrieb) |                                    | Bundesautobahn 4                            | Bundesautobahn 4                            |
| Brücke (Strecke außer Betrieb) | 14,998                             | Brücke Burkau (52 m)                        | Brücke Burkau (52 m)                        |
| Bahnhof (Strecke außer Betrieb) | 15,654                             | Burkau                                      | 240 m                                       |
| Brücke (Strecke außer Betrieb) | 19,311                             | Brücke Schönbrunn (32 m)                    | Brücke Schönbrunn (32 m)                    |
| Haltepunkt / Haltestelle (Strecke außer Betrieb) | 19,685                             | Schönbrunn (Lausitz)                        | 295 m                                       |
| Brücke (Strecke außer Betrieb) | 21,378                             | EÜ Bautzner Straße (13 m)                   | EÜ Bautzner Straße (13 m)                   |
| Strecke mit Straßenbrücke (Strecke außer Betrieb) |                                    |                                             |                                             |
| Brücke (Strecke außer Betrieb) | 22,744                             | Brücke Werkgraben (22 m)                    | Brücke Werkgraben (22 m)                    |
| Brücke (Strecke außer Betrieb) | 22,785                             | Brücke Wesenitz                             | Brücke Wesenitz                             |
| Abzweig ehemals geradeaus und von links |                                    | von Görlitz und von Neukirch (Lausitz) West | von Görlitz und von Neukirch (Lausitz) West |
| Bahnhof | 23,651                             | Bischofswerda                               | 289 m                                       |
| Strecke |                                    | nach Dresden-Neustadt                       | nach Dresden-Neustadt                       |

Die Bahnstrecke Kamenz–Bischofswerda war eine Nebenbahn in Sachsen. Sie zweigte in Kamenz von der Bahnstrecke Kamenz–Pirna ab und führte in der westlichen Oberlausitz über Elstra nach Bischofswerda, wo sie in die Bahnstrecke Görlitz–Dresden einmündete.

## Geschichte
Die Stadt Elstra bemühte sich seit den 1870er Jahren um einen Bahnanschluss. Um 1885 wurde das Projekt einer Strecke von Bautzen nach Kamenz vorgestellt, das nicht realisiert wurde. Letztlich wurde im März 1888 eine Sekundärbahn von Kamenz nach Elstra genehmigt. Im Januar 1890 begannen die Bauarbeiten und am 19. Oktober 1890 wurde die Strecke feierlich eröffnet. Im Tunnel Kamenz nutzte die Strecke bahnlinks das Planum des nicht vorhandenen zweiten Gleises der Bahnstrecke Kamenz–Pirna.
Die Weiterführung nach Bischofswerda wurde am 3. Dezember 1897 per Dekret beschlossen. Nach einer längeren Auseinandersetzung über die Trassenführung begannen im April 1901 die Bauarbeiten. Am 14. Juni 1902 wurde die Strecke eröffnet. Das Zweiggleis zur Ladestelle Kindisch („KBiK-Linie“) ging am 20. Juni 1902 in Betrieb. Eine geplante zweigleisige Verbindungskurve bei Bischofswerda in Richtung Bautzen wurde nicht realisiert, obwohl einige Vorarbeiten stattfanden.

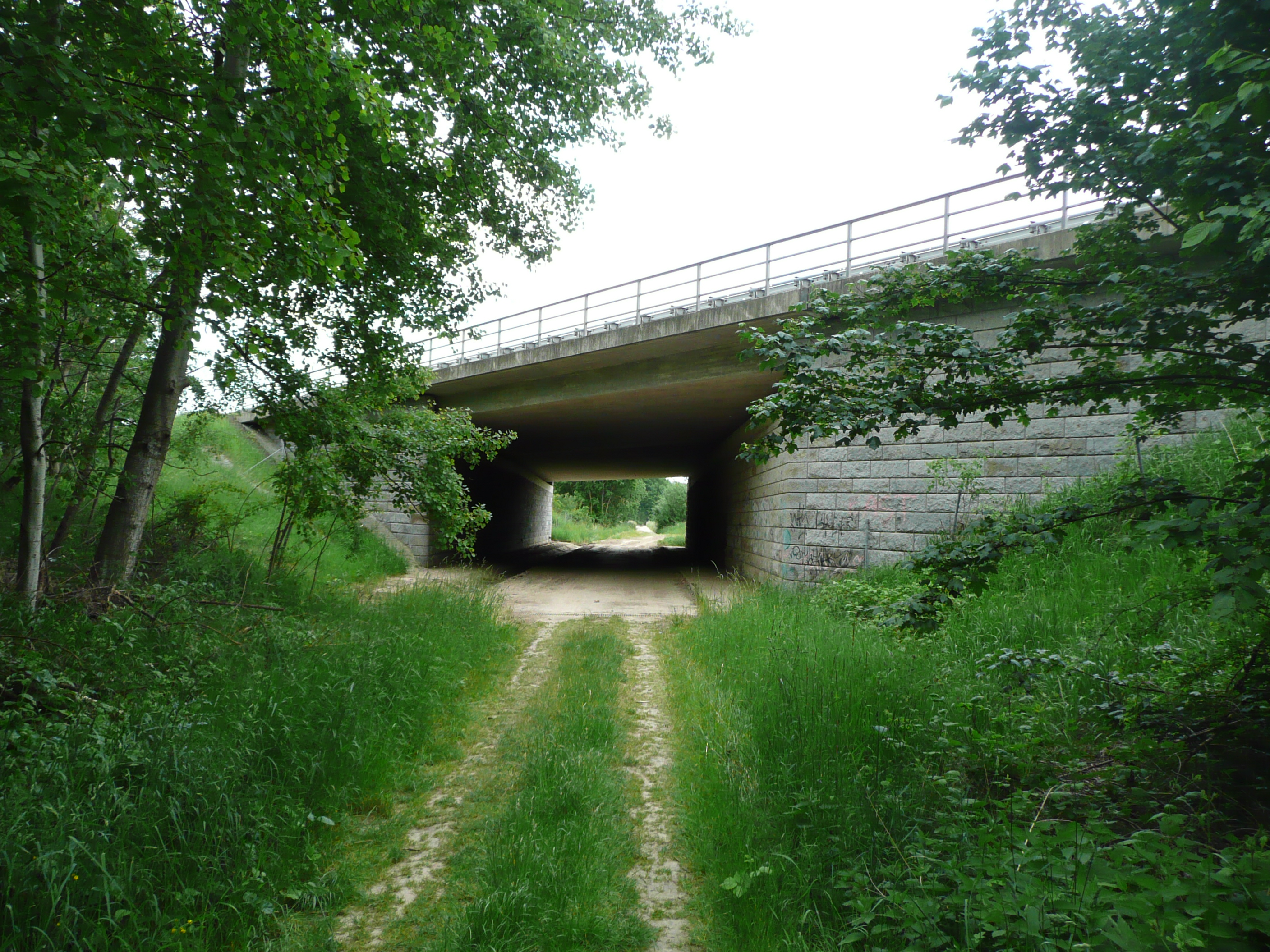
Brücke der Bundesautobahn 4 (2015)

Infolge des Baues der Reichsautobahn Dresden–Görlitz (–Bunzlau) ab 1938 musste die Strecke zwischen den Kilometern 13,553 und 14,612 geringfügig nach Westen verschoben und in einen Einschnitt verlegt werden. Die im Juli 1939 fertiggestellte Unterführung unter der Autobahn war für einen zweigleisigen Ausbau und eine Elektrifizierung der Strecke ausgelegt. Durch die Neutrassierung verkürzte sich die Streckenlänge um 17 Meter. Nahezu gleichzeitig wurde die niveaugleiche Kreuzung mit der damaligen Reichsstraße 6 bei Bischofswerda beseitigt. Dazu wurde die Strecke auf 300 Metern höher gelegt, um Raum für eine Unterführung zu schaffen.
Anfangs bestand auf der Strecke nur ein bescheidener Fahrplan. Ab 1937 wurde ein Teil der Personenzüge mit einem modernen Triebwagen gefahren, was eine Verdichtung des Fahrplanes ermöglichte. Im Sommerfahrplan 1939 waren sieben Reisezugpaare verzeichnet, die für die gesamte Strecke 45 bis 50 Minuten benötigten.
Am Ende des Zweiten Weltkrieges brannte infolge von Kampfhandlungen im April 1945 das Empfangsgebäude des Bahnhofs Elstra nieder. Die Wehrmacht sprengte auf ihrem Rückzug noch die Brücken in Wiesa, Elstra und Schönbrunn, sodass kein Zugverkehr mehr möglich war.
Nachdem die Kriegsschäden provisorisch repariert worden waren, wurde der Verkehr am 8. Oktober 1945 wieder aufgenommen. Im November 1945 detonierte im Gleis unter der Autobahnbrücke bei Burkau eine Sprengladung bei der Durchfahrt eines Personenzuges. Dabei wurden die Lokomotive beschädigt und der folgende Packwagen völlig zerstört. Sechs Eisenbahner kamen ums Leben.

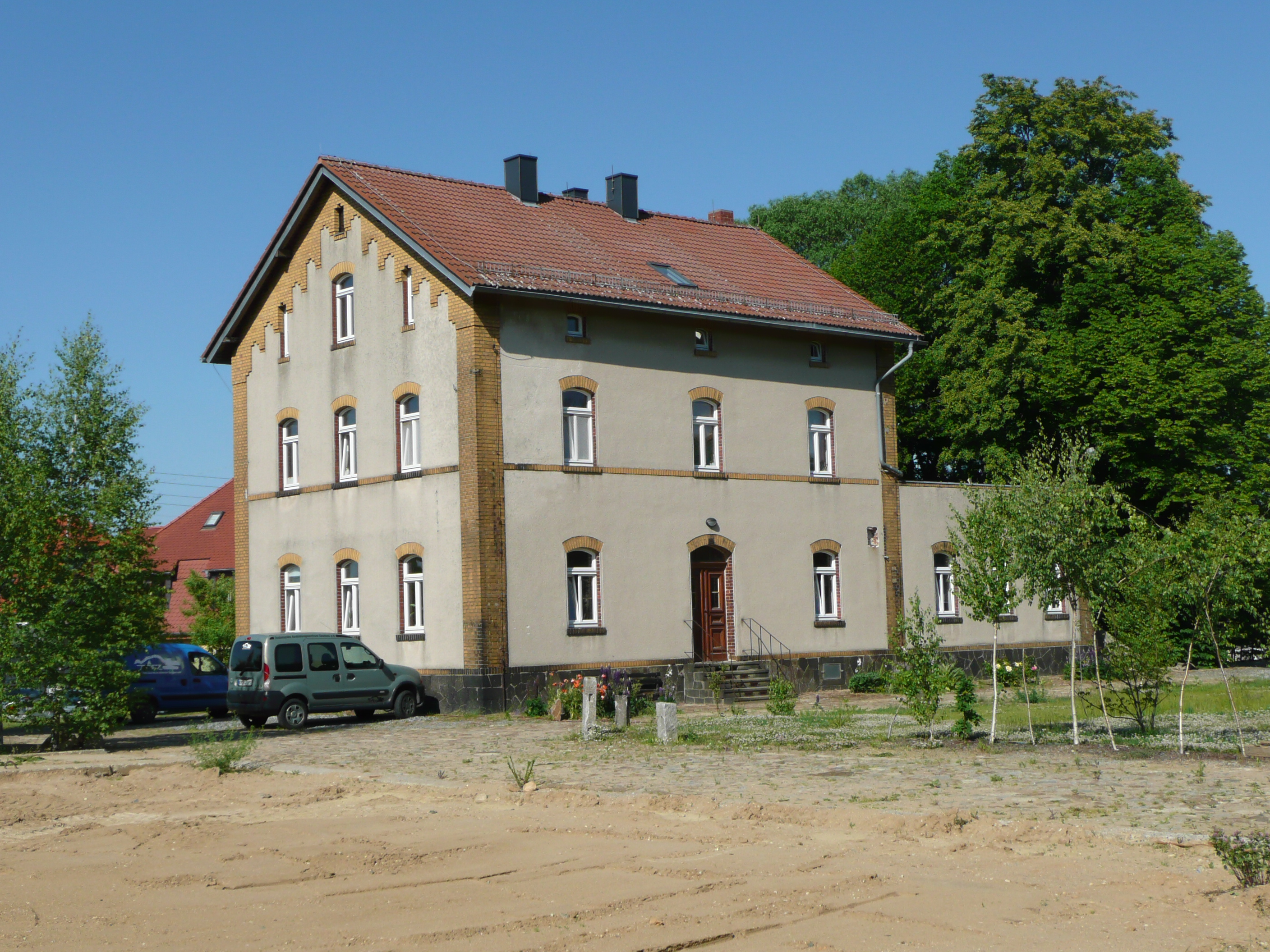
Bahnhof Burkau (2015)

In den folgenden Jahren verschlechterte sich der Oberbauzustand immer mehr. Zuletzt lag die Fahrzeit der Personenzüge bei fast 90 Minuten. 1964 wurde darum beschlossen, den Reiseverkehr einzustellen und auf den Kraftverkehr zu verlagern. Am 24. September 1967 wurde der Personenverkehr auf dem Abschnitt Burkau–Bischofswerda eingestellt, zwischen Kamenz und Burkau am 1. Juni 1969. Der Güterverkehr zwischen Rauschwitz und Bischofswerda endete am 19. Dezember 1969. Die Gleise und Brücken zwischen Rauschwitz und Bischofswerda wurden ab 1974 durch eine private Baufirma ausgebaut.
Für den Güterverkehr blieb der Abschnitt Kamenz–Abzw Rauschwitz samt der Zweigbahn nach Kindisch weiter in Betrieb. Für die Abfuhr der Produkte des dortigen Steinbruches gab es keine Alternative. Anlässlich einer Zentralen Oberbauerneuerung (ZOE) zwischen Kamenz und Arnsdorf wurde im Tunnel Kamenz nur noch ein Gleis verlegt und die Abzweigweiche zur Bahnstrecke Kamenz–Bischofswerda südlich des Tunnels eingebaut. Damit verringerte sich die Streckenlänge der KB-Linie um 567 Meter.
Im Oktober 1978 gab es noch einmal für drei Tage Reiseverkehr von Kamenz nach Elstra, weil wegen eines Sondereinsatzes nicht genügend Busse des Kraftverkehrsbetriebes zur Verfügung standen.

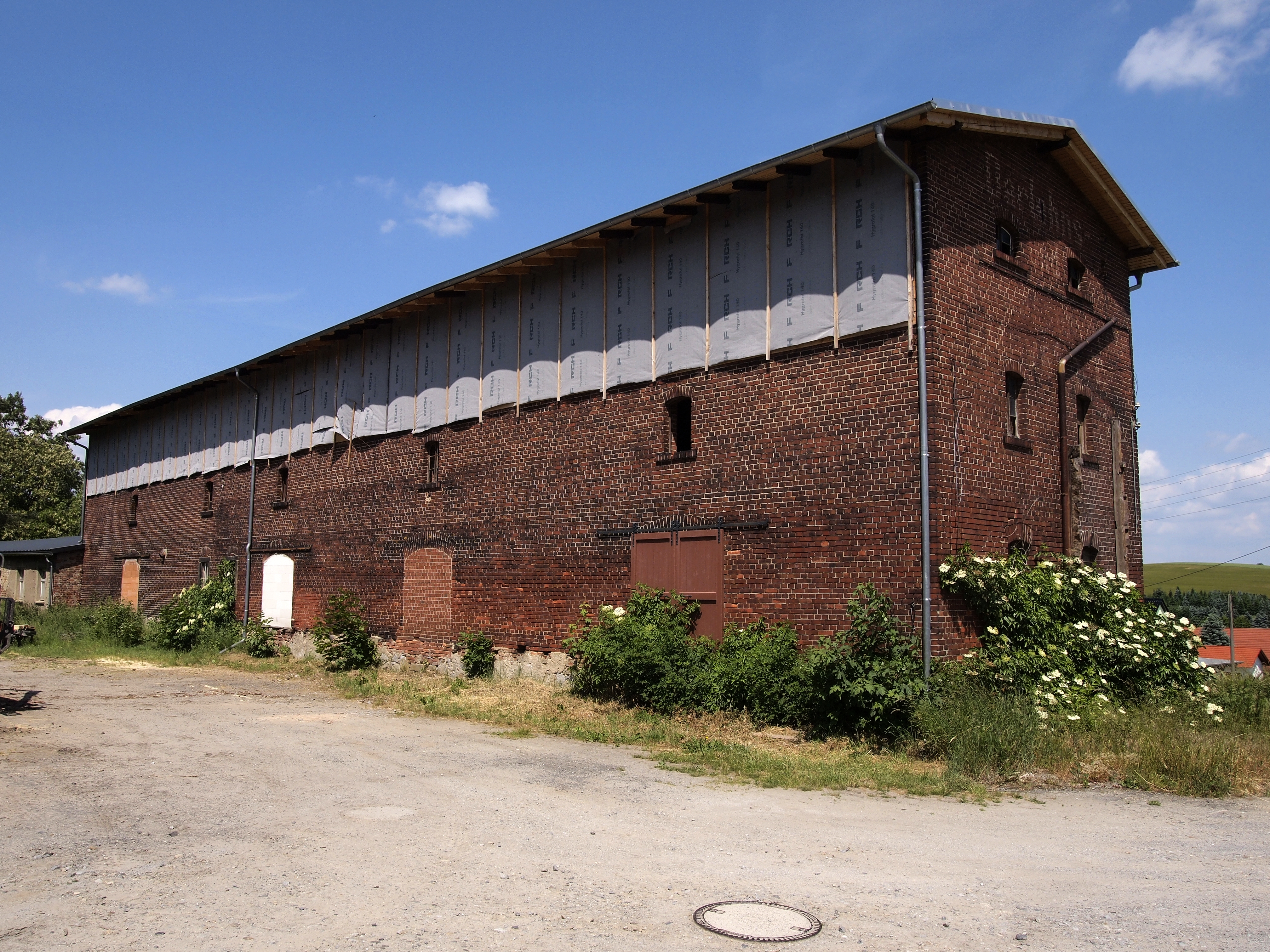
Verladestation Schönbrunn (2023)

Unmittelbar nach der politischen Wende im Osten Deutschlands 1989/90 endete der Güterverkehr zur Ladestelle Kindisch. Der Steinbruch Kindisch wickelte den Versand seiner Produkte fortan per LKW ab. Damit verlor die Strecke den Großteil des Verkehrsaufkommens. 1995 wurde die Zweigbahn nach Kindisch abgebaut.
Die letzten Güterzugfahrten nach Elstra gab es Anfang 1994, danach wurde die Strecke kurz hinter dem Bahnhof Wiesa gesperrt. Die Gleise in Wiesa nutzte man dann noch zur Abstellung überzähliger Güterwagen. Als eine der letzten Zugfahrten verkehrte anlässlich des Kamenzer Bahnhofsfestes am 5. Oktober 1996 ein Sonderzug mit der Dampflokomotive 52 8141 der Ostsächsischen Eisenbahnfreunde nach Wiesa und zurück.
Zum 1. Januar 1997 wurde die Strecke stillgelegt.
Im September 1998 wurde die Abzweigweiche im Bahnhof Kamenz ausgebaut. Am 10. Oktober 2001 wurde ein Überbau des Viaduktes Wiesa über der Kreisstraße ausgehoben, nachdem ein Baufahrzeug ihn schwer beschädigt hatte. Im Herbst 2004 wurden die Gleise vollständig abgebaut.

## Relikte
Die Empfangsgebäude der Bahnhöfe stehen noch in Wiesa und Burkau. In Schönbrunn ist der Güterschuppen noch vorhanden. Von dem großen Viadukt am Ortseingang von Wiesa sind drei Überbauten erhalten geblieben. Auch kleinere Stahlträgerbrücken wie bei der Eselsburg existieren noch.

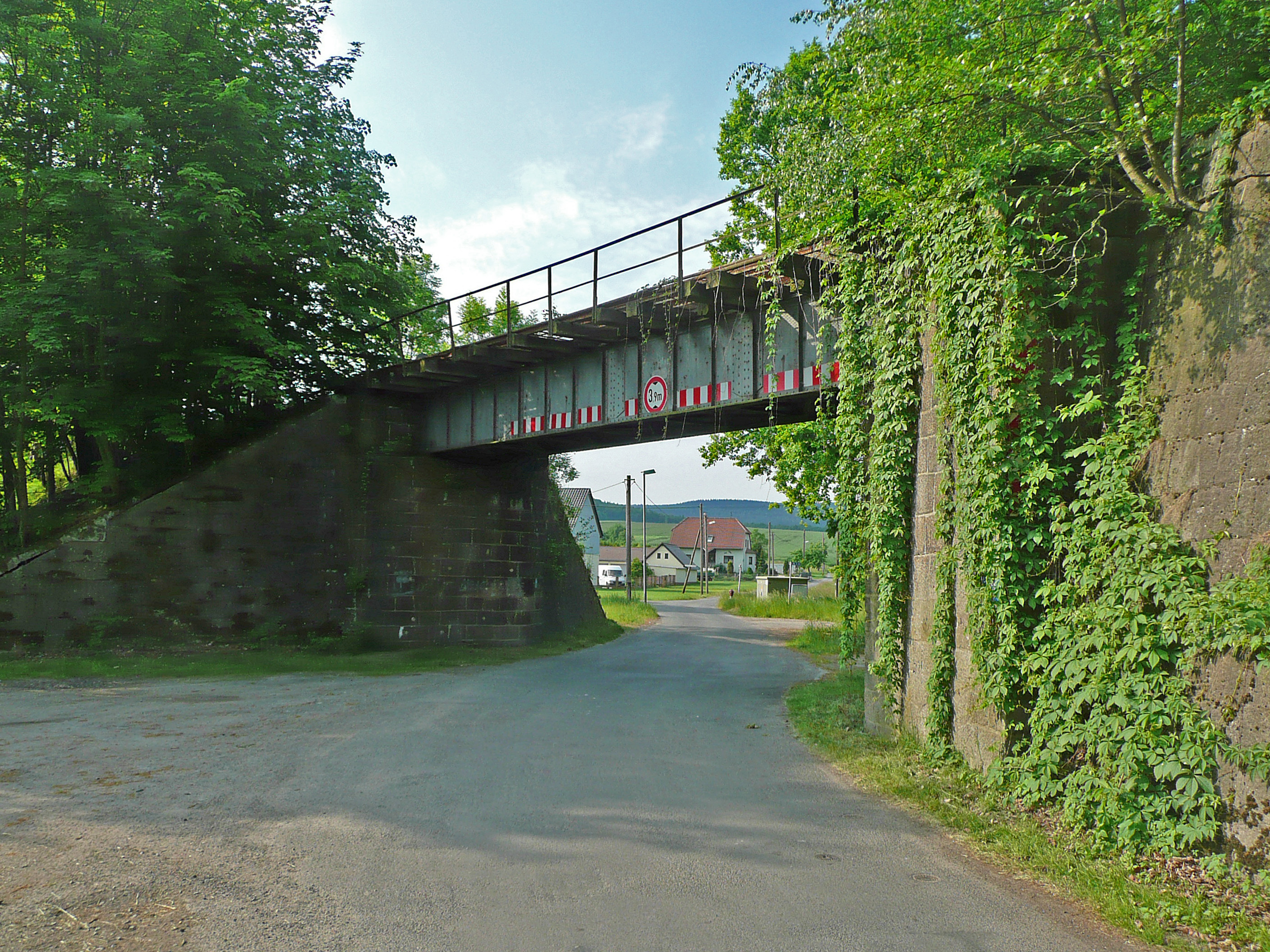
Eisenbahnüberführung Eselsburg (2015)
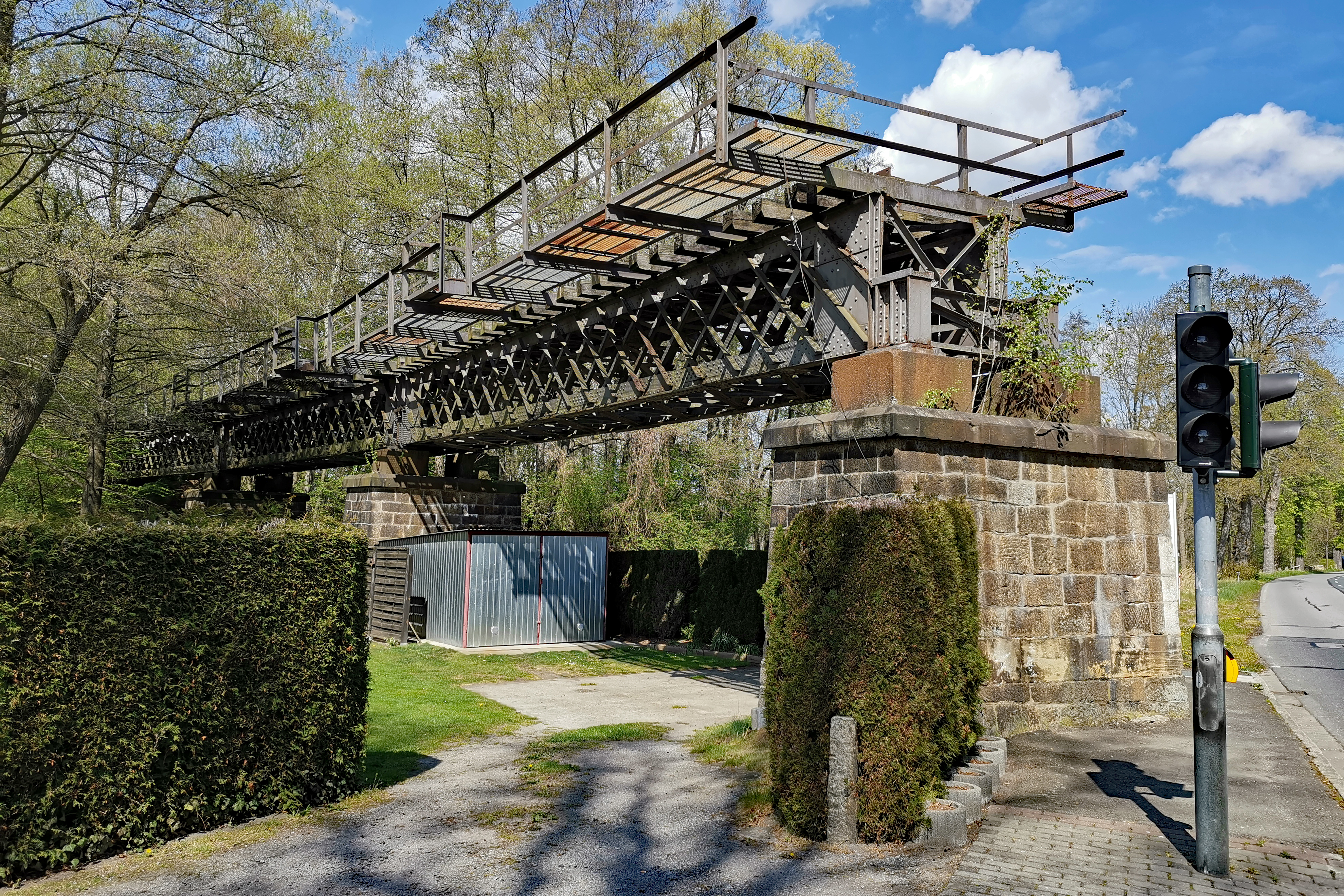
Brücke am Ortseingang von Wiesa (2020)
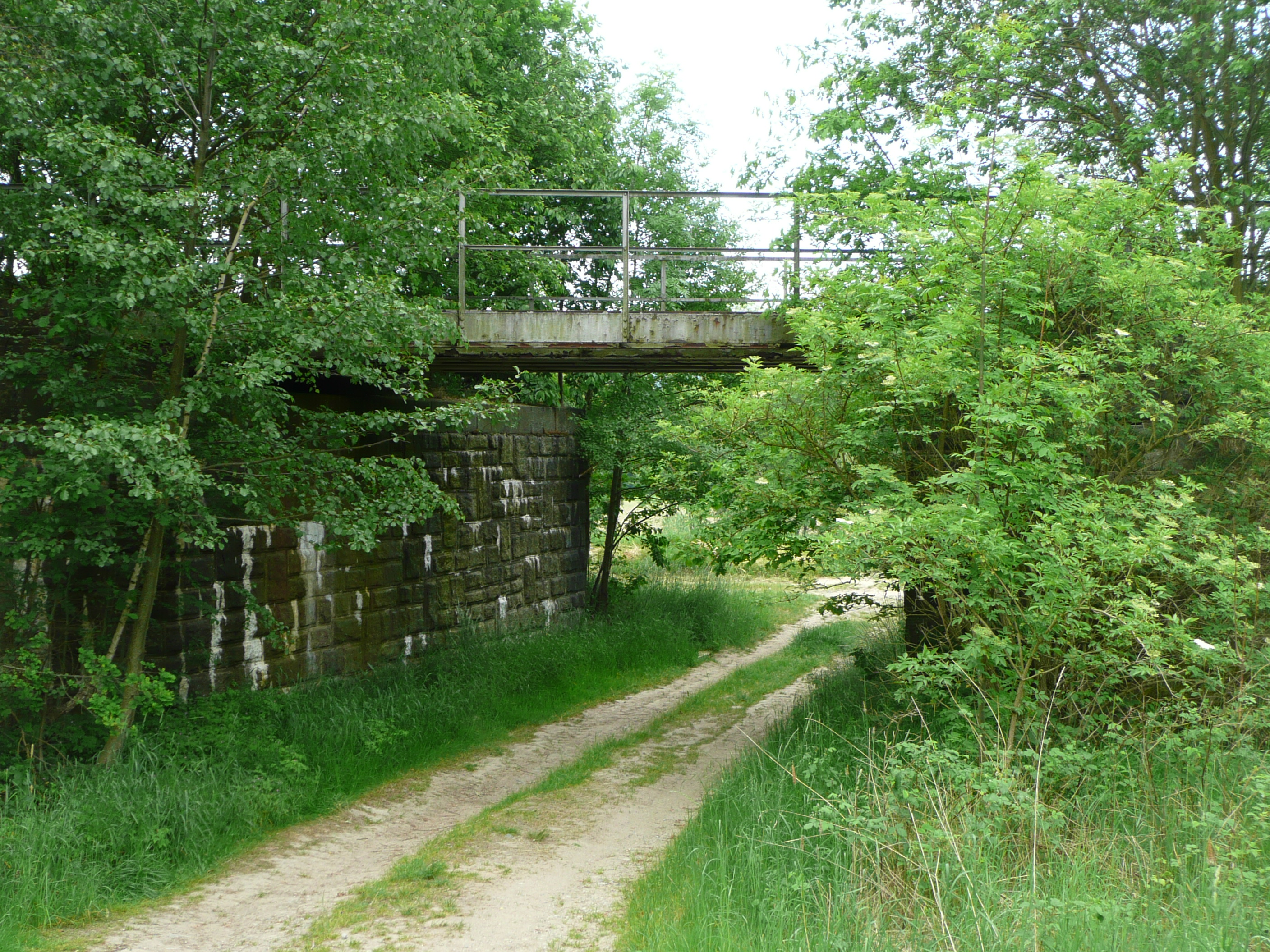
Eisenbahnüberführung zwischen Wiesa und Prietitz-Thonberg (2015)
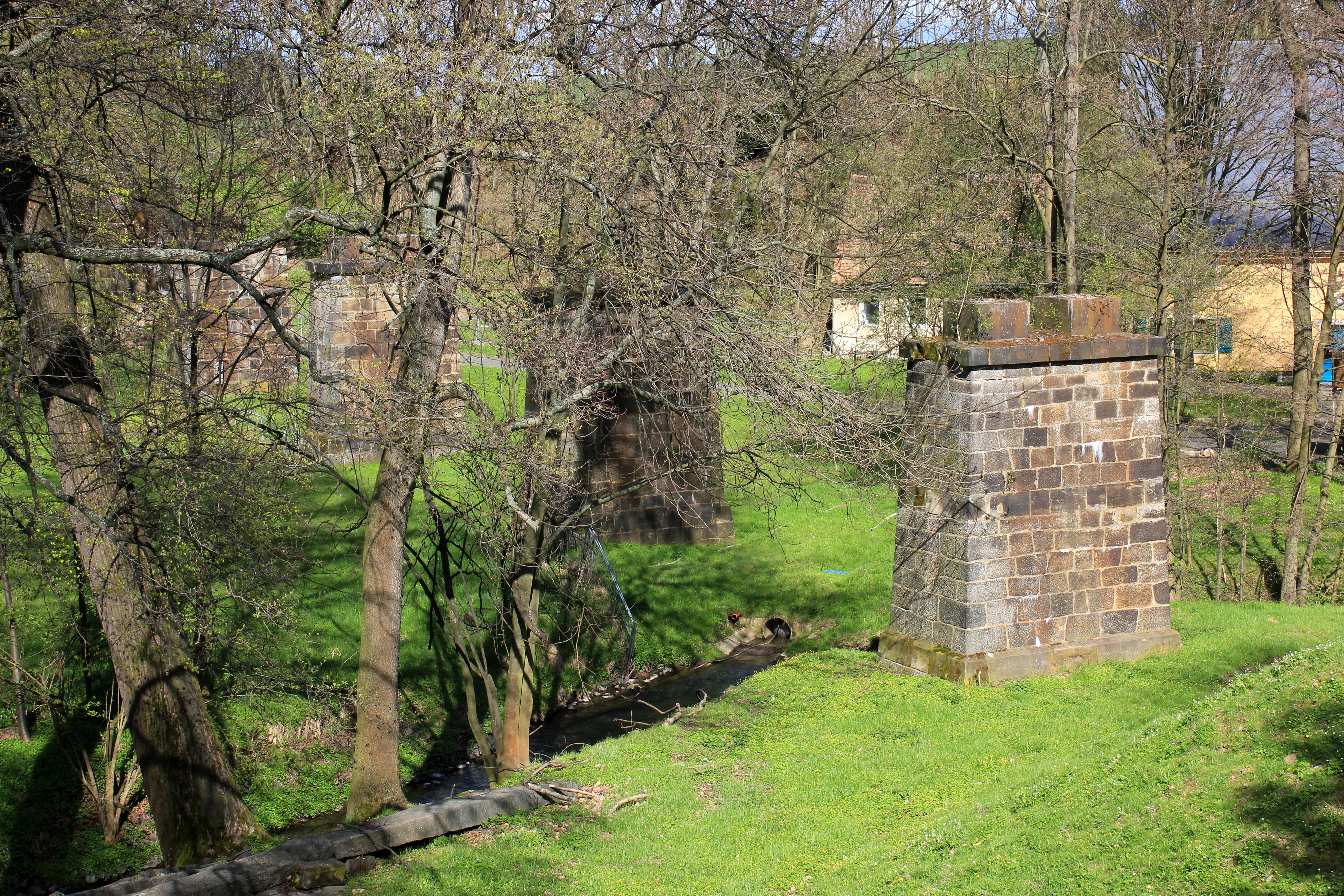
Pfeiler des Viadukts bei Elstra (2017)
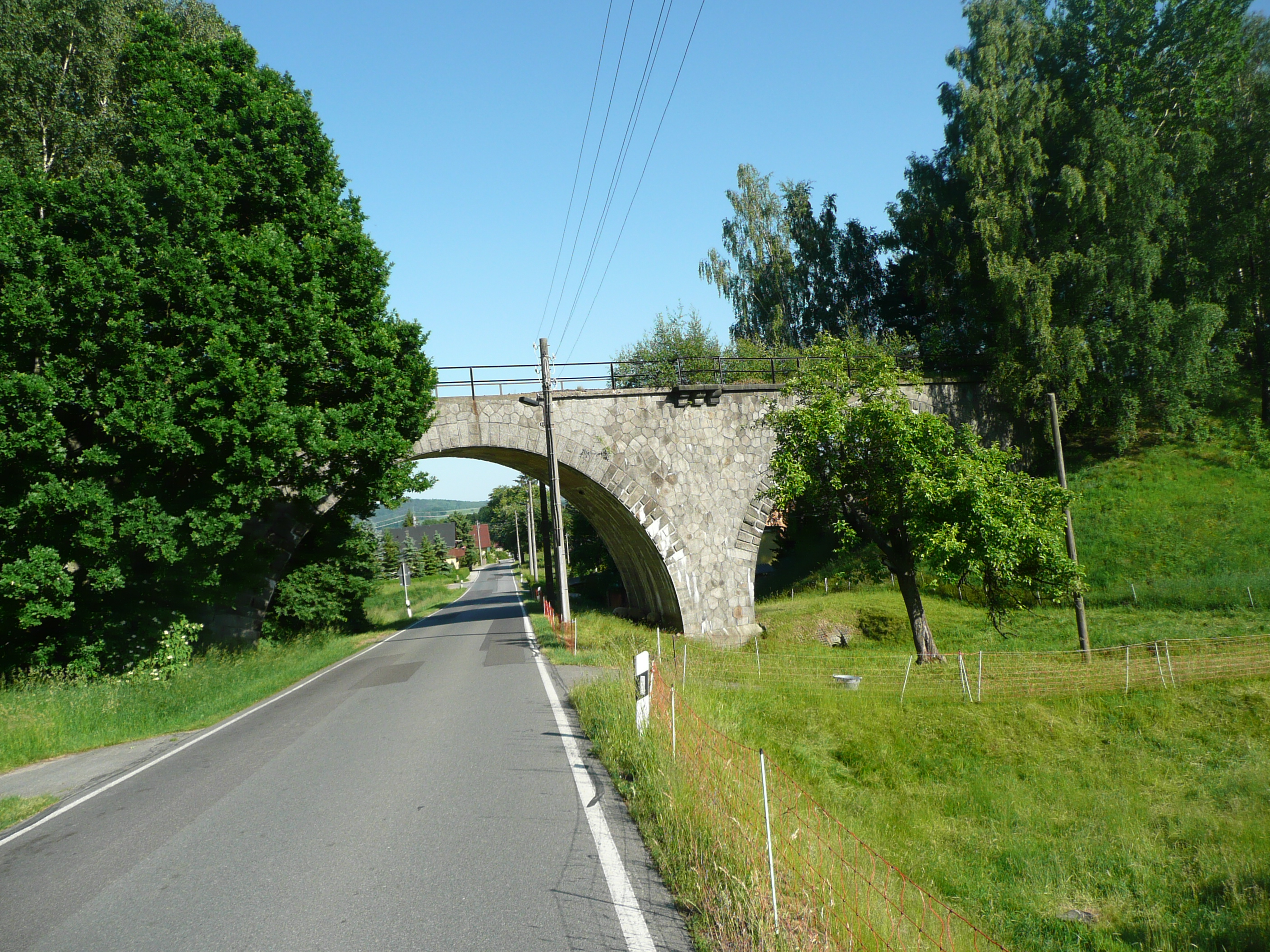
Viadukt in Schönbrunn (2015)